# Elizabeth, New Jersey

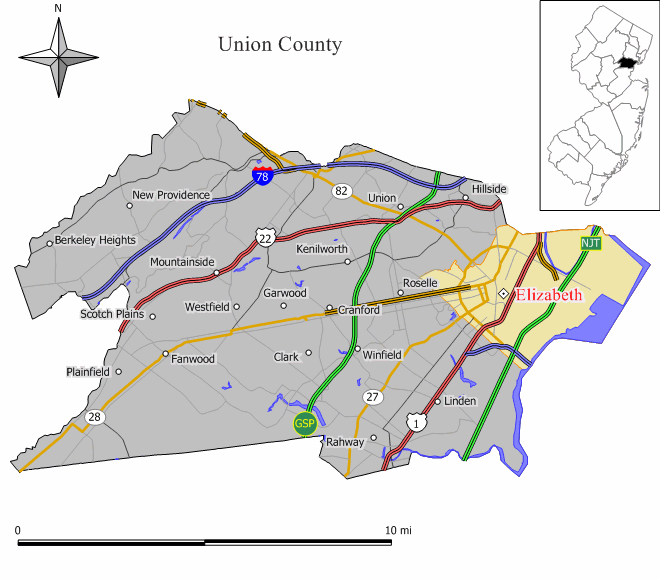

Elizabeth este o localitate din comitatul Union, New Jersey, Statele Unite ale Americii. În 2010 avea o populație de 124.969 de persoane, fiind al patrulea oraș ca mărime din New Jersey.

## Personalități născute aici
- Stanton T. Friedman (1934 - 2019), ufolog;
- Jay Lethal (n. 1985), wrestler.